# Аутономни окрузи Русије
Руска Федерација се дели на 89 федералних субјеката.
Међу тих 89 јединица, четири су аутономни окрузи.
|   |                                 |         |     |                |                               |                |
| № | Субјект Федерације              | Застава | Грб | Површина (км²) | Становништво 9. октобра 2002. | Адм. центар    |
| 1 | Ненецки аутономни округ         |         |     | 176 700        | 41 000                        | Нарјан-Мар     |
| 2 | Ханти-Мансијски аутономни округ |         |     | 534 800        | 1 538 463                     | Ханти-Мансијск |
| 3 | Чукотски аутономни округ        |         |     | 737 700        | 54 000                        | Анадир         |
| 4 | Јамало-Ненецки аутономни округ  |         |     | 750 300        | 507 000                       | Салехард       |

## Некадашњи окрузи
- Коми-перјацки аутономни округ, присаједињен са Пермском облашћу у Пермски крај 2005. године
- Евенкијски аутономни округ и Тајмирски аутономни округ, присаједињени у Краснојарски крај 2007. године
- Корјакски аутономни окург, присаједињен са Камчатском облашћу у Камчатски крај 2007. године
- Уст-Ордински Бурјатски аутономни округ, присаједињен у Иркутску област 2008. године
- Агински-Бурјатски аутономни округ, присаједињен са Читинском облашћу у Забајкалски крај 2008. године